# 최창흡
최창흡(崔昌洽, 1786년 ~ 1839년 12월 29일)은 조선의 천주교 박해 때에 순교한 한국 천주교의 103위 성인 중에 한 사람이다. 세례명은 베드로(Petrus)이다.
그는 1801년 신유박해 때 순교한 복자 최창현 요한의 이복 동생이며 1839년의 기해박해로 인해 1840년에 순교한 성녀 손소벽 막달레나의 남편이며, 같은 해에 순교한 성녀 최영이 바르바라의 아버지이다.

## 생애
최창흡은 1786년 경에 한양에 있는 한 중인 신분의 관리 집안에서 태어났다. 그의 아버지는 그가 13살일 때에 세상을 떠났다. 그 후 얼마 지나지 않아 그는 천주교의 교리 수업을 시작했지만, 세례는 받지 않았다. 박해로 인해, 그는 교우들과 멀어진 이래로 신앙생활을 제대로 할 수 없었다. 1815년에 그는 한 천주교 공동체에 입회하여 교리를 다시 배웠다. 그는 온화한 성품을 지녔으므로 다른 사람들이 그에게 호의적이었다. 1801년 신유년의 박해 동안에, 그의 집안은 파산하였다. 그러한 곤궁한 상황 속에서, 그는 손소벽과 결혼하였고, 열한 명의 자녀를 두었다. 그들 중 아홉 명은 어릴때 운명을 달리했다. 1821년에, 조선에 콜레라가 창궐하여 많은 사람들의 목숨을 앗아갔는데, 최창흡은 그 무렵에 세례를 받았다. 그때부터, 그는 천주교 신자로서의 모든 의무를 지켰다. 선교사들이 조선에 입국했을 때, 최창흡은 가장 독실한 신자들 중의 한 사람으로 정평이 나 있었다. 그는 이렇게 말하곤 했다. "저는 제가 젊어서 저지른 죄에 대해 생각한다면, 그것들을 속죄하고 제 영혼을 구원받기 위해서 하느님을 위해 죽어야만 합니다."
그는 1839년 6월에 체포되었는데, 그때 그의 사위 조신철이 베이징에서 가져온 성물들이 발견되어, 극심한 심문과 고문을 받았다. 그는 일곱 차례의 극심한 주뢰형과 주장질을 받고 태형 150대를 맞으면서도 결코 배교하지도 교우들의 위치를 발설하지도 않았다. 그는 형조에서도 세 차례를 더 극심한 고문을 받았지만, 신심으로써 견뎌냈다. 그는 사형장으로 압송되기 직전에, 한 형졸을 불러 수감되어 있는 자신의 아내와 딸에게 울지 말며 하느님께 감사하고 찬미하며 순교로서 자신을 따라오라는 말을 전해달라고 청했다.
최창흡은 1839년 12월 29일에 서소문 밖에서 여섯 명의 교우와 함께 참수되었다. 그렇게 그가 순교하던 때 그의 나이 53세였다.

## 시복 · 시성
최창흡 베드로는 1925년 7월 5일에 로마 성 베드로 광장에서 교황 비오 11세가 집전한 79위 시복식을 통해 복자 품에 올랐고, 1984년 5월 6일에 서울특별시 여의도에서 한국 천주교 창립 200주년을 기념하여 방한한 교황 요한 바오로 2세가 집전한 미사 중에 이뤄진 103위 시성식을 통해 성인 품에 올랐다.

## 참고 문헌
- 가톨릭 사전: 최창흡
- (영어) Catholic Bishop's Conference Of Korea. 103 Martryr Saints: 최창흡 베드로 Petrus Choe Chang-hub 보관됨 2015-11-17 - 웨이백 머신